# 四国 (タイタン)
四国（しこく、英: Shikoku、Shikoku Facula）は、土星の衛星タイタンにある高アルベド地形の地名である。

## 概要

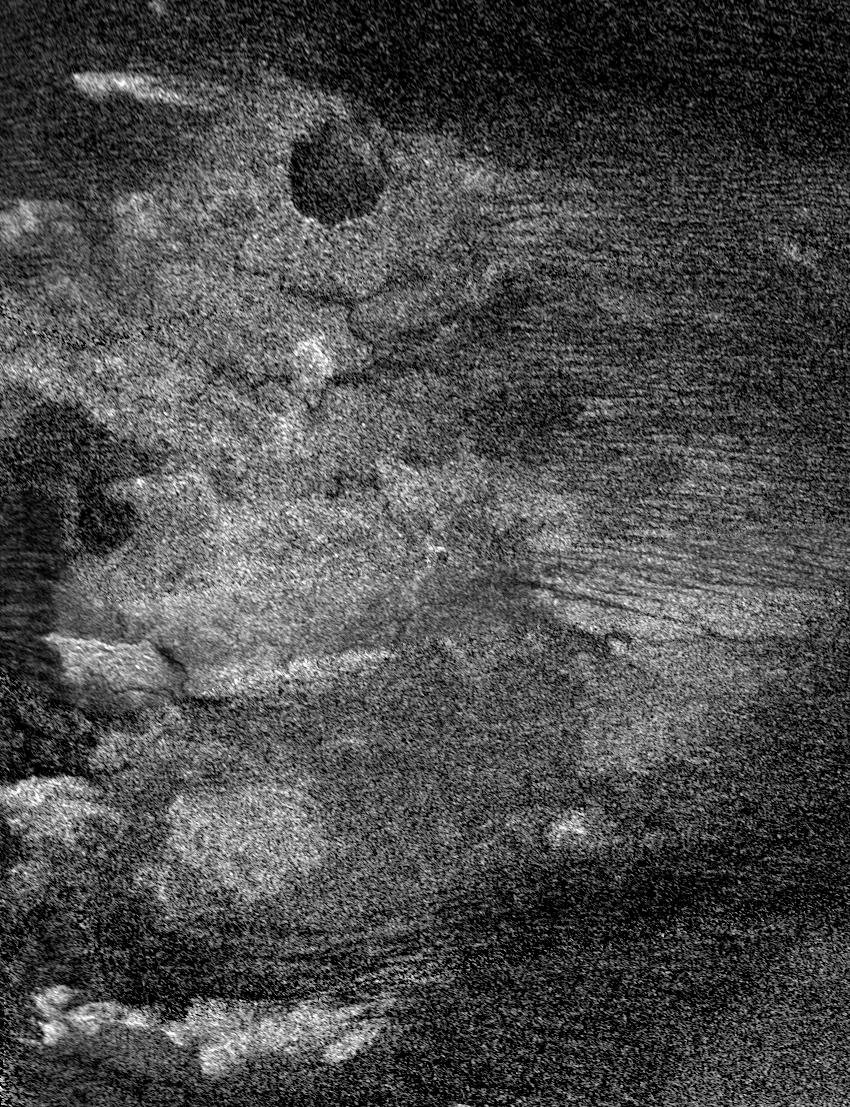
クレーターが確認できる画像

四国は、2004年10月にカッシーニによって最初の写真が撮られ、その後何度か撮影された。2005年8月に正式名称として四国と名づけられた。名前は、日本の四国島に形が似ていることにちなんで名づけられている。四国と名づけられるまでは、仮称としてグレートブリテンと呼ばれていた。
シャングリラと呼ばれる低アルベド地域の中に位置しており、大きさは200×160kmほどである。低アルベド地域との境界線は複雑に入り組んでおり、また川のような線も見受けられる。
2006年4月30日に撮影された画像では、北東方向に直径35kmのクレーターと見られる地形が見つかっている。タイタンは浸食作用が激しいため、クレーターが見つかるのは珍しい。